# Torre de las Aguas del Besós
La Torre de las Aguas del Besós es un edificio de la ciudad de Barcelona. Fue construido en la década de 1880 mediante proyecto del arquitecto Pedro Falqués, encargado por el industrial Xavier Camps. Su función original era la del abastecimiento de agua de la ciudad. Después de haber pertenecido también a la empresa Can Girona, en la actualidad hace la función de mirador, con 303 escalones.
En 2012 se cumplían ciento treinta años de la inauguración de la Torre de las Aguas del Besós, una iniciativa empresarial de finales del XIX, que pretendía aprovechar el caudal subterráneo del río Besós para el consumo humano, que finalmente no respondió a las expectativas de sus promotores y fracasó a los pocos años. Sin embargo de la empresa se conserva una magnífica torre de obra vista que ya forma parte del imaginario colectivo de los habitantes del barrio Barcelonés de Pueblo Nuevo.

## El agua del Besòs, una fuente de riqueza
A finales del siglo XIX, el agua en Barcelona y sus alrededores era un bien escaso. Los años 1875 y 1876 fueron dos años de sequía extrema. Un año más tarde, en 1877, se publica una memoria sobre un proyecto de aguas por elevación para ser explotado en Barcelona y su cercanía —suburbios, según expresión de la época— a cargo de la sociedad general constituida aquel mismo año. El proyecto empresarial estará dirigido por el principal inversor, Francisco Javier Camps Puigmartí.
Barcelona estaba muy lejos de los estándares de consumo de agua por habitante de otras ciudades europeas. Marsella disponía de 420 litros y París, Dijon o Glasgow llegaban a los 200 litros. Con la realización del proyecto la compañía preveía llegar a los 38,22 litros, duplicando prácticamente la disponibilidad de agua por habitante.
El lugar escogido para la captación del agua fue el margen derecho del río Besós en Sant Martí de Provençals, a un kilómetro del mar y a menos de cuatro kilómetros de Barcelona. Un terreno limitado por las calles de Curtidores, Corders, Wad-ras, Mayor del Taulat y Herreros, según denominación de la época, donde había estado la fábrica de cerveza y hielo “Camps y Kuentzmann” de August Kuentzmann Damm, tío de Joseph Damm, ambos fundadores de la popular cerveza Damm.
Los análisis químicos del agua realizados también eran favorables: "El agua analizada por sus cualidades o caracteres físicos de limpieza, ligereza, gusto y frescura pertenece a las potables naturales [...] disuelve perfectamente el jabón y cuece bien las legumbres".
El proyecto original del arquitecto Pedro Falqués (entonces arquitecto municipal de San Martín de Provensals), preveía una torre con una altura de 80 metros y dos depósitos, uno a 40 metros y el otro a 80 metros. El agua, impulsada por las bombas instaladas en la Casa de las Válvulas, penetraba a través de una corta galería y remontaba por el ojo central de la torre hasta llegar al depósito, donde afluía a su interior.
Finalmente, el miércoles 21 de junio de 1882 llegó el gran día de la inauguración. La Torre de las Aguas del Besós no estaba acabada todavía y tenía 51 metros de altura —tal como ha llegado a la actualidad— hasta alcanzar el primer depósito de 600 m³.
A partir de su inauguración, la empresa empezó una fuerte expansión. En noviembre de 1882 el Ayuntamiento concedió permiso a Xavier Camps para canalizar los paseos de Sant Joan, Isabel II y Aduana y la plaza Palau.
A pesar de que la compañía había realizado un cuidadoso estudio sobre la calidad del agua, la proximidad con el frente litoral y el efecto de la succión que ejercían las bombas motivó que en mayo de 1889 el agua presentara altos índices de salinidad y se suspendiera el abastecimiento a la población al cabo de poco tiempo. El fracaso de la empresa afectó mucho a su director gerente y principal artífice de la inversión, Xavier Camps Puigmartí. Se considera que aquel hecho no fue ajeno a su muerte el 12 de febrero de 1890. Esto provocó la quiebra y el desmantelamiento de la empresa, que vendió toda la instalación a la sociedad inglesa Barcelona Besós Waterworks Company Ltd., que a su vez la traspasó en 1895 a la Sociedad General de Aguas de Barcelona (SGAB).

## Agua industrial. Casi un siglo de abastecimiento, 1895-1990
La SGAB orientó el sistema de la Torre del Besós al abastecimiento de agua industrial. La proximidad al complejo metalúrgico de Can Girona fue decisiva y propició un nuevo cambio de rumbo, un cuarto de siglo más tarde. El 18 de mayo de 1922, la sociedad "Material para Ferrocarriles y Construcciones S.A." (MACOSA), heredera de Can Girona, adquirió a la SGAB el complejo de la Torre de las Aguas del Besós.
La factoría metalúrgica tenía grandes necesidades de agua y sacó un buen rendimiento de las instalaciones. Durante la Guerra Civil, la Torre de las Aguas del Besós se incorporó así mismo al sistema de defensa antiaérea y se instaló una ametralladora en la azotea. Después de los Juegos Olímpicos de 1992 empezó la reordenación urbanística de este sector del frente litoral en Diagonal Mar. La venta de los terrenos ya se había efectuado, en medio de un proceso que fue muy polémico. La fábrica fue desmantelada y por un tiempo la Torre de las Aguas del Besós, junto con la Casa de Válvulas anexa, quedó como único elemento construido en medio de un gran vacío urbano.
El Ayuntamiento de Barcelona había pasado a ser el titular de aquellos elementos incluidos en el catálogo del patrimonio histórico artístico de la ciudad y, un tiempo después, los antiguos trabajadores de MACOSA, más las entidades culturales y vecinales tuvieron un papel clave a la hora de impulsar la rehabilitación y de implicar tanto a la administración municipal como a Aguas de Barcelona, que asumió los costes de su restauración y rehabilitación.

## La rehabilitación del conjunto de la Torre de las Aguas del Besós y la Casa de Válvulas, 2010-2012
La intervención realizada en el conjunto arquitectónico formado por la Torre de las Aguas del Besós y la Casa de Válvulas ha procurado poner de relieve los valores originales de las dos construcciones. De acuerdo con el convenio firmado en enero de 2010 entre el Ayuntamiento de Barcelona y la SGAB, que ha financiado la recuperación, los trabajos se encargaron al equipo formado por los arquitectos Antoni Vilanova y Eduard Simó, el arquitecto técnico Joan Olona y la geógrafa e historiadora Mercè Tatjer. La Casa de Válvulas refuerza su papel cultural con la incorporación del conjunto escultórico "Himmelsrichtungen (Puntos cardinales)", obra del artista alemán Blinky Palermo (1943-1977). Desde entonces, cuenta con el espacio expositivo dedicado a “Ramon Calsina” en la segunda planta.
Está pendiente la adecuación de la torre y la Casa a los nuevos usos, para alojar el proyecto museístico de la Torre y adecuar la Casa de las Válvulas como sede del Archivo Histórico del Pueblo Nuevo.
En la actualidad la torre se puede visitar gracias a un convenio entre el Ayuntamiento y el Archivo Histórico del Pueblo Nuevo. Las visitas trasladan a los visitantes a través de los tres sueños de la Torre de las Aguas del Besós: el sueño del empresario que vio en ella la forma de proporcionar agua a la ciudad de Barcelona, posteriormente roto al declararse el agua no apropiada para el consumo humano, el de su resurgir en el mar de la Barcelona industrial y, finalmente, el sueño acabado de cumplir de verla rehabilitada y abierta a la ciudadanía.
La Torre se alza en la zona de Diagonal Mar, y a pesar del desarrollo de rascacielos en sus alrededores sigue siendo un referente en las alturas en el barrio. Desde 2014, tras su rehabilitación por parte del Ayuntamiento de Barcelona y Aguas de Barcelona, ha reabierto sus puertas y testimonia el pasado industrial del barrio.
Construida por Pedro Falqués, ha inspirado a artistas como Ramon Calsina Baró o Josep Maria Subirachs, y más recientemente ha servido de escenario a grupos como Blur para la grabación del videoclip de su canción "On my own".

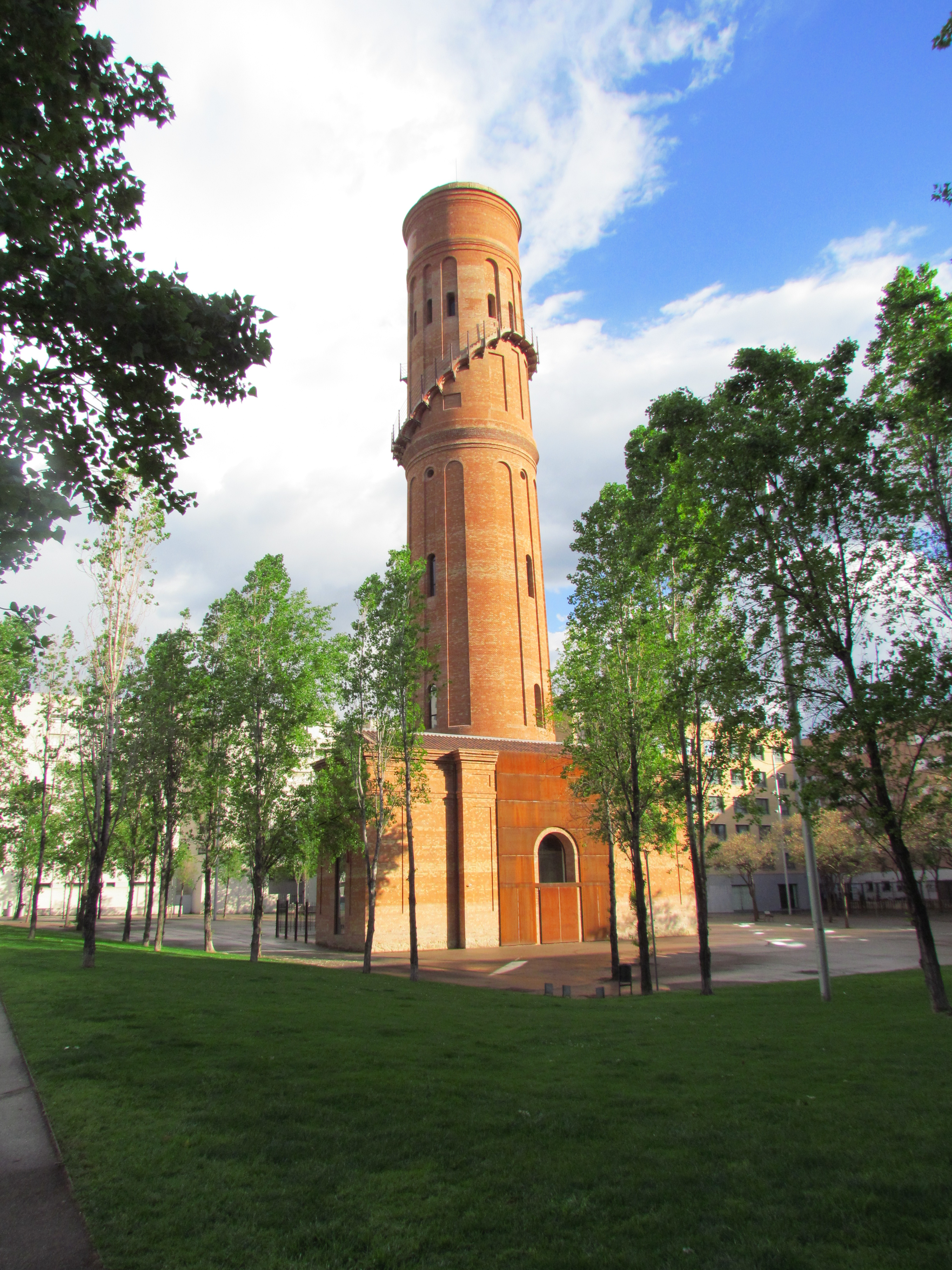
Exterior
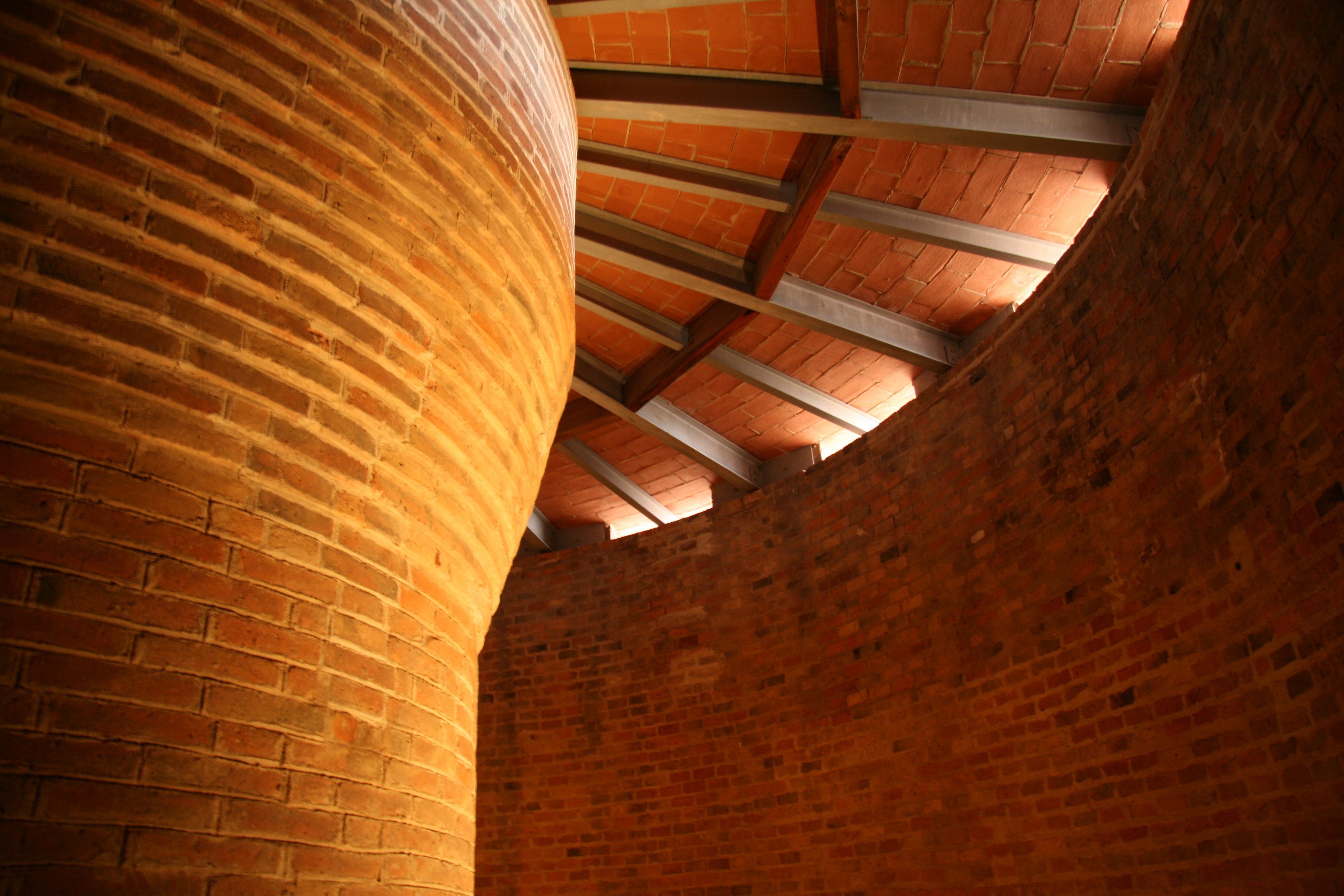
Techo bajo la terraza
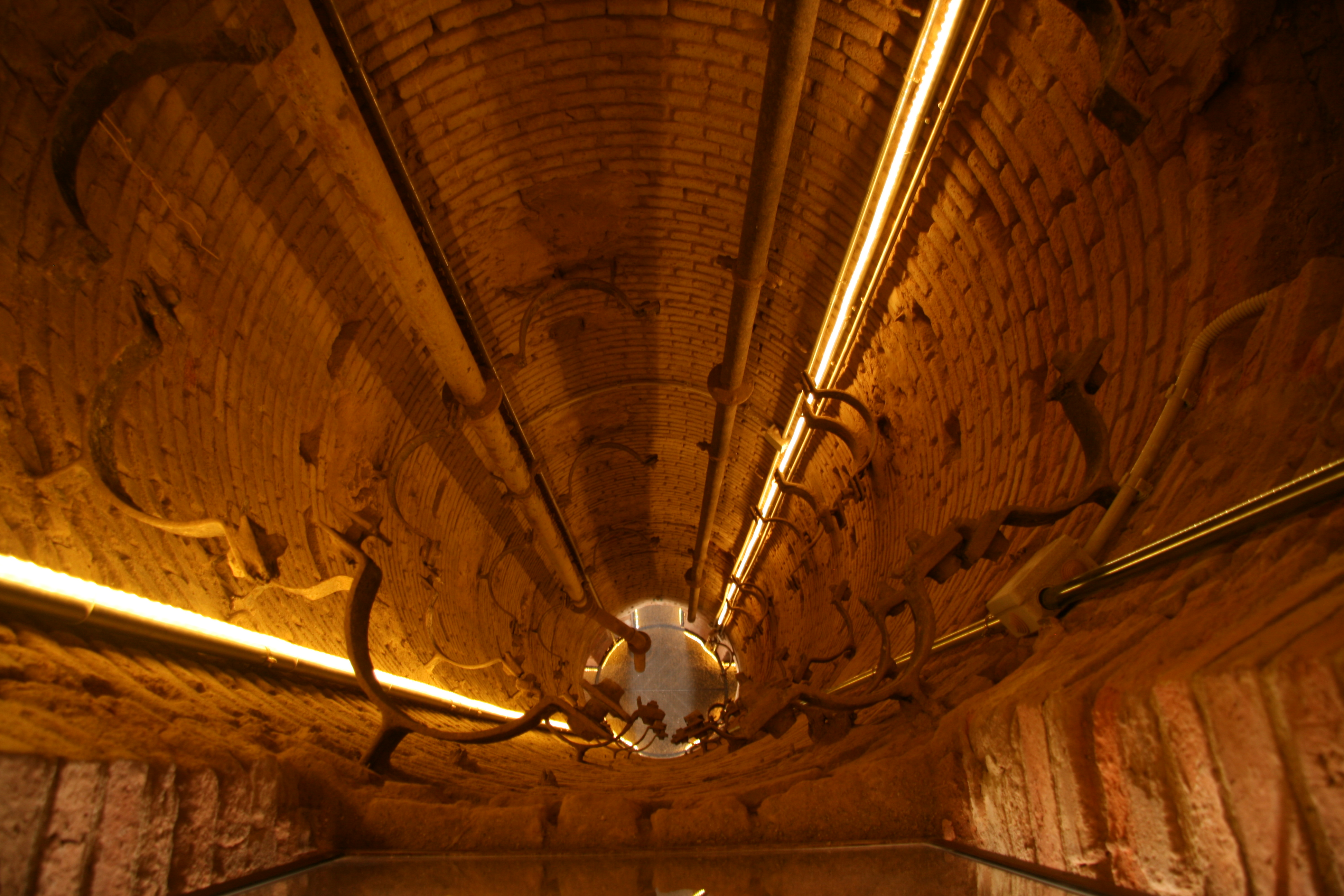
Corazón de la Torre
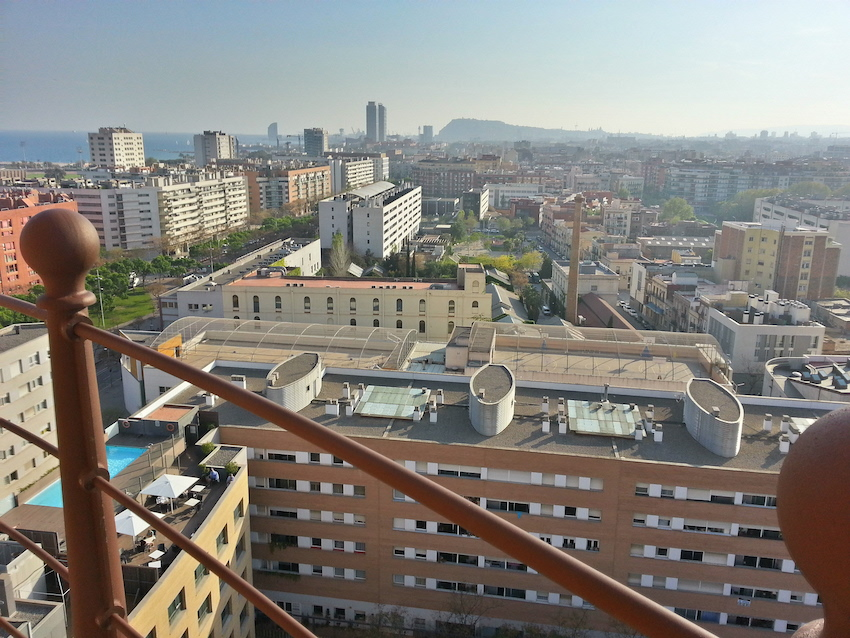
Vistas de Pueblo Nuevo y la línea de costa hasta a Montjuic
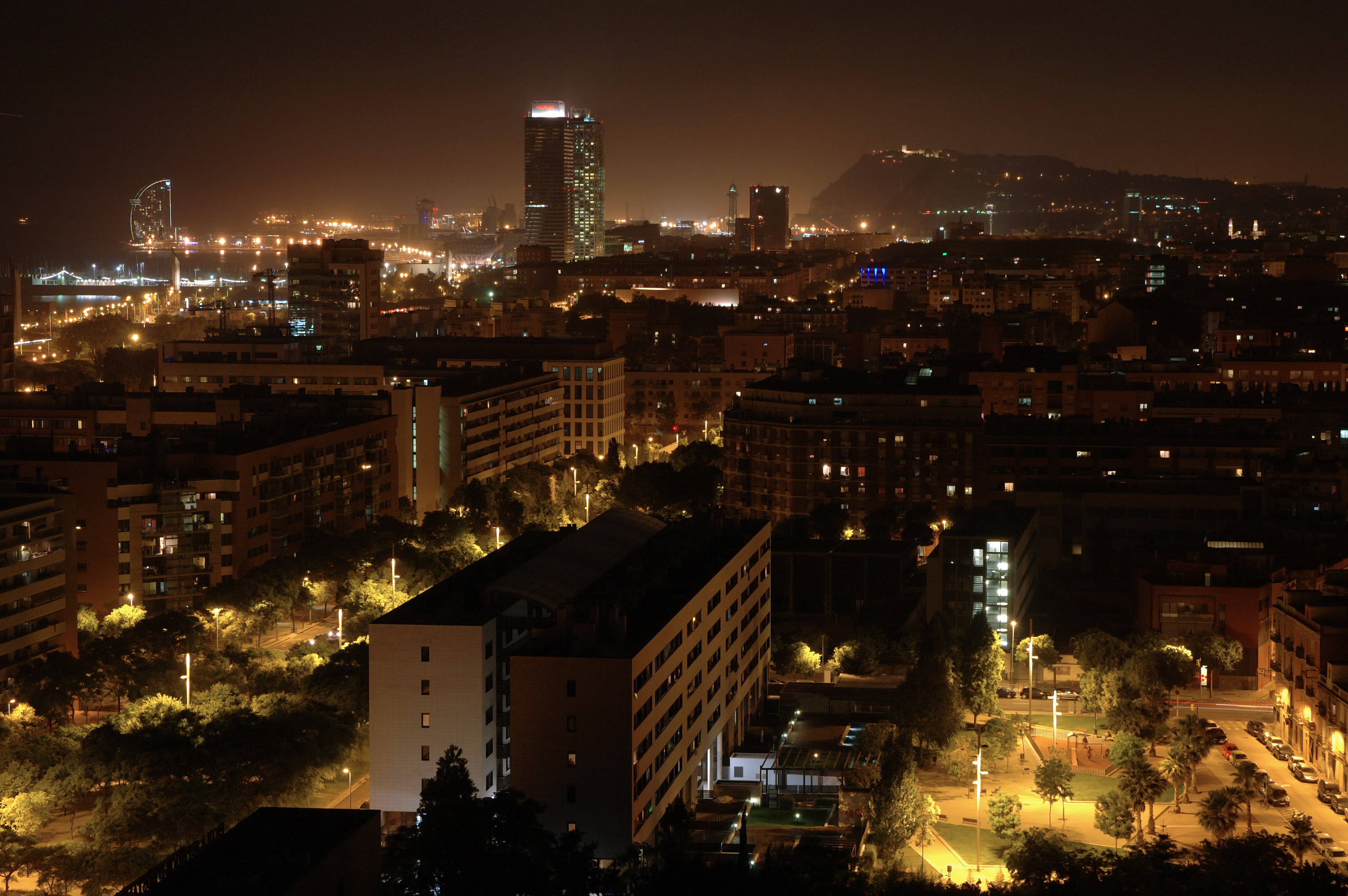
Vista nocturna